# 안드레아 라노키아
안드레아 라노키아(이탈리아어: Andrea Ranocchia, 1988년 2월 16일 ~ )는 이탈리아의 은퇴한 축구 선수로 중앙 수비수로 활약했다. AS 바리 시절 파트너였던 레오나르도 보누치와 함께 강한 수비력으로 인정받았다.